# Lemony Snicket : L'autobiographie non autorisée
Lemony Snicket : L'autobiographie non autorisée ne fait pas partie de la série des Désastreuses Aventures des orphelins Baudelaire. Ce livre, paru en 2005, révèle quelques-uns des secrets qui tournent autour des romans, comme la mystérieuse organisation VDC (et en anglais VFD) , la véritable identité de certains tuteurs des Baudelaire, et accessoirement, quelques informations sur l'auteur, Lemony Snicket, sont également à découvrir.
Le lecteur doit démêler une véritable énigme que les codes secrets, les photos en noir et blanc usées et les textes effacés compliquent beaucoup.
Dans certaines éditions, une jaquette de couverture réversible est disponible. En effet, sur la vraie couverture il est écrit qu'étant donné la dangerosité du livre, il est préférable de retourner la couverture de l'ouvrage afin de dissimuler sa vraie nature. Or, la fausse couverture se trouve être une parodie des Désastreuses Aventures des orphelins Baudelaire, en prenant la série à contresens : elle montre la couverture du premier tome de la série des Enfants les Plus Chanceux du Monde, dans un style de livre pour enfants complètement mièvre... Les prétendus auteur et illustratrice de la série sont Loney M.Setnick et Beth Quiltrest, tous deux des anagrammes de Lemony Snicket et de Brett Helquist.
Les photos sont très nombreuses dans cet ouvrage. Certaines, où figurent Lemony Snicket sont récentes, mais on peut trouver des photos datant des années 1960.
La Chanson du P'tit Gaillard Snicket se trouve être copiée sur l'air de Rame, rame, rame mon bateau (Row, Row, Row your Boat en américain). On apprend dans le tome 11 qu'il s'agit justement de la chanson la plus détestée par Violette.
C'est dans ce tome qu'on entend parler pour la première fois du Code Sebald (code commençant et s'arrêtant par une sonnerie, et déchiffrable en reprenant tous les mots codés séparés par 10 mots ordinaires).
Dans une section traitant du calepin de Lemony Snicket, on retrouve des extraits de romans anglophones parfois très connus, tels que Neuf histoires de J. D. Salinger, des poèmes d'Edgar Allan Poe, La Toile de Charlotte de E. B. White, Vertes Demeures de W. H. Hudson ou encore Ramona Quimby, 8 ans de Beverly Cleary. Ces auteurs sont parfois liés à des références littéraires de la série.

## L'histoire

### Résumé de l'intrigue
Une introduction est fournie par le représentant officiel de Lemony Snicket, qui explique la manière énigmatique dont il a reçu la biographie. Il assure au public que le livre ne semble pas être un faux, semble provenir de Lemony Snicket et est divisé en treize sections. Le représentant est confirmé comme étant Daniel Handler par l'index sous « H » : « Handler, Daniel, vii-xix, ».
(Chapitre 1). L'histoire débute lorsqu'une nécrologie de Lemony Snicket, publiée après avoir commencé à écrire Les Désastreuses Aventures des orphelins Baudelaire, est publiée dans The Daily Punctilio. Il a été signalé mort par des sources anonymes et peut-être peu fiables ; certains faits douteux de sa vie sont décrits, et il est également mentionné que Snicket a dû prendre la fuite à la suite de la divulgation d'informations impliquant son implication dans V.F.D.
Snicket lui-même écrit une NOTE AU FICHIER, en attendant l'apparition du Prospero. Il dénonce le manque de fiabilité du Daily Punctilio, car il obtient ses informations uniquement des personnes qui les appellent, puis décrit à quel point il était étrange d'assister à son propre enterrement. Il réitère également sa mission de veiller à ce que l'histoire des Baudelaires soit racontée avec vérité.
Ci-dessous se trouve une lettre de Lemony Snicket à Charley Patton datant de plusieurs années auparavant, lors de ses fiançailles avec Béatrice, se plaignant des inexactitudes de The Little Snicket Lad, une ballade folk populaire. Il mentionne l'amitié de sa famille avec les fromagers de Valorous Farms Dairy et affirme que la chanson est fausse sur le fait qu'il a été kidnappé dans des couches, bien qu'il ne semble avoir aucune preuve de cette affirmation.
(Chapitre 2) Plus tard, R, la duchesse de Winnipeg, envoie une lettre à Snicket, soulagée de constater qu'il est en vie, après avoir été capturé lors de son bal masqué plusieurs années auparavant. Cependant, sa lettre est très éparse et pleine d’erreurs.
La NOTE AU DOSSIER de Snicket concernant la lettre, qui lui est parvenue à Veblen Hall, le concernait, et il pense qu'il s'agit peut-être d'un faux, ou que R. essayait d'envoyer un message. Il craint le pire.
(Chapitre 3). La première partie d'une transcription de la réunion des membres du V.F.D est incluse : J, L, M, R, R, M, L, K, D, S et I. (I étant un pronom au lieu d'une initiale). J est la secrétaire qui a transcrit le procès-verbal. L'un des R est vice-chancelier.
M annonce dans un premier temps qu'ils se retrouveront pour une projection à 19h30 des Loups-garous sous la pluie du Dr Sebald, afin de recevoir un message secret, et le lendemain matin à 9h00 aura lieu l'examen mensuel pour les néophytes R, L , K, B, J, E et G, qui déplaceront leur session de cartographie.
M annonce alors qu'ils vont devoir à nouveau déménager leur siège, puisque Géraldine Julienne publie leur adresse dans sa rubrique "Organisations secrètes à connaître". R craint que cette perturbation n’affecte ses membres plus jeunes et explique ensuite son processus de recrutement :
« Nous pénétrons dans les maisons des gens, prenons de jeunes enfants qui font preuve de capacités exceptionnelles d'observation et/ou de prise de notes et les isolons, au moins pendant de longues périodes, des personnes qu'ils connaissent. Nous les confions à des étrangers et les disséminons à travers le monde, accomplissant des courses qui les rendent perplexes, jusqu'à ce que leurs chevilles soient guéries, jusqu'à ce que nous sachions qu'on peut leur faire confiance et jusqu'à ce que nous sachions que personne ne les cherche plus. Puis, enfin, nous les amenons au siège afin qu'ils puissent acquérir les compétences dont ils ont besoin avant d'être réintroduits dans la société, afin de garantir que le monde reste, comme nous disons, calme.»
Elle ajoute que perturber le processus de formation confondra encore plus les néophytes, car ils perdront le sommeil en déménageant le siège social, ce qui (comme ils le savent grâce au rapport de S sur l'école préparatoire Prufrock) fera souffrir leur travail et ils pourraient oublier des informations importantes. M affirme que le risque qu’ils soient découverts est trop grand.
J soupçonne qu'un ennemi a infiltré ses rangs et divulgue des informations au Daily Punctilio, ce que K n'est pas d'accord. J décrit qu'il s'est déjà rendu dans sept quartiers généraux et qu'ils ont peut-être perdu des informations entre les transferts. Il pense que quelqu'un les a trahis.
À ce moment-là, E et O entrent derrière le théâtre de marionnettes, les menaçant avec quelque chose provenant d'une boîte (vraisemblablement une allumette). O commence à émettre une liste de revendications.
La transcription se termine et la seconde moitié doit être cachée entre les pages 302 et 303 d'Ivan Lacrymose : Lake Explorer, qui est cachée sous le lit de quelqu'un, vraisemblablement celui de Josephine Anwhistle.
Suivent plusieurs photographies, puis une lettre adressée à J, contenant des photos prises secrètement d'un néophyte potentiel à la cour de récréation. Le « sujet » est décrit comme physiquement apte et manifestant le désir de se protéger contre le feu. L'expéditeur promet de fournir prochainement plus d'informations concernant un éventuel recrutement ("prise").
(Chapitre 4). Dans une lettre à remettre aux fromagers, Snicket explique qu'il attend de rencontrer le Dr Sebald, et qu'il est en retard de façon inquiétante – dix-neuf heures de retard, pour être exact. Il inclut un échantillon d'un des scripts de Sebald, y compris le code Sebald, et comme il pense que Sebald n'arrivera pas, il envoie les pages aux fromagers. Il mentionne également sa conviction que le  le professeur Montgomery « Oncle Monty » Montgomery n'a jamais appris le code Sebald. Il inclut également plusieurs titres possibles pour un livre sur sa propre vie.
Les pages 98 à 102 de Zombies in the Snow sont incluses, qui contiennent un code sebald caché qui se lit comme suit :
" Attention caché dans le bonhomme de neige se trouve un survivant de l'incendie, retrouvez-nous dans la commune où se déroule ce film, amenez les trois enfants. Votre nouvel assistant n'est pas des nôtres ! Méfiez-vous!	»
Le survivant est probablement Quigley Quagmire. Vient ensuite une lettre de Sally Sebald à Snicket, soulagée que Snicket soit en vie et que le Dr Orwell soit mort. Elle s'occupe des affaires de Gustav pour lui après sa mort. A la demande de Snicket, elle lui envoie toutes les photos de Zombies in the Snow, et elle confirme que Gustav essayait d'envoyer un message concernant un survivant, alors qu'elle n'en savait pas plus.
Les photos incluses sont :
1. Trois acteurs de Zombies in the Snow posant devant le bonhomme de neige construit spécialement pour la scène. Sally dit que l'acteur au centre jouait le jeune Rölf, dont le nom pourrait être Omar.
2. Une photographie de la scène forestière. Des cerfs en céramique ont dû être utilisés à la place de vrais, pour des raisons de budget.
3. La scène de la poursuite en traîneau.
4. La scène où les citadins « tentent de poignarder les zombies avec des glaçons qui poussent sur la conserverie de pêche ».
5. Une autre photographie du bonhomme de neige, qui est restée plusieurs jours jusqu'à ce que Gustav réalise que son message n'avait pas été reçu.
6. Trois enfants - Sally est confuse quant à l'inclusion de la photo, car les enfants n'étaient pas dans le film. Cette photo est fortement implicite comme étant celle de Quigley, Isadora et Duncan Quagmire.
7. Gustav commence à travailler sur le bonhomme de neige.

(Chapitre 5). NOTE AU DOSSIER : Les papiers suivants ont été trouvés en train de exploser ensemble dans le quartier financier de la ville.
Une lettre, adressée aux fromagers et écrite par Kit Snicket, leur apprend que les archives du Daily Punctilio ont été détruites et qu'elle erre dans la ville pour voir si elle peut retrouver des papiers survivants. Elle leur envoie plusieurs journaux de « cette longue et terrible semaine ».
Le premier est un article de Lemony Snicket lui-même, en tant que critique dramatique. Il explique que même si la semaine dernière il avait donné une bonne critique de The World is Quiet Here, celle-ci a été remplacée par la pièce d'Al Funcoot, One Last Warning to These Who Try to Stand in My Way. Il donne une critique cinglante de la nouvelle comédie musicale, qui a apporté plusieurs changements, notamment en remplaçant sa fiancée, l'actrice principale, par Esmé et en terminant la pièce avec le numéro "Placez tous vos objets de valeur sur scène ou quelque chose de terrible pourrait vous arriver". Il décrit la pièce comme un complot ignoble et dit au grand public de s'échapper. Inclus est une publicité pour le Veritable French Diner au 141 Dark Avenue.
Vient ensuite une annonce d’Eleanora Poe. Elle explique que Snicket a été licencié pour ses critiques sur la pièce et qu'elle a elle-même adoré la performance. Afin de s'excuser auprès d'Esmé, ils n'écriront désormais que de belles choses sur elle, et la chronique de Snicket sera remplacée par "Les organisations secrètes que vous devriez connaître".
Snicket essaie d'envoyer un message supplémentaire dans sa chronique. Il prétend avoir été licencié pour une autre raison et commence à dire quelque chose sur Eleanora Poe, mais le reste de l'article est taché.
Eleanora s'excuse pour Snicket qui a tenté de placer une colonne supplémentaire dans le journal et annonce qu'ils garderont désormais les portes de l'imprimerie bien verrouillées lorsqu'elles ne seront pas utilisées.
Une lettre est envoyée à K par R, disant qu'elle ne peut plus conserver les deux lettres suivantes et qu'elle ne peut pas continuer à écrire à Snicket. Elle lui suggère d'envoyer les lettres à Ike ou aux fromagers.
Une lettre est adressée à Snicket du Vignoble des Drapés Parfumés. La lettre décrit simplement les décorations de son mariage avec Béatrice, mais un message Sebald Code est caché à l'intérieur :
"Bonjour. Si tu es vivant, ne viens pas. Ici le comte te brûlera et Béatrice reste à l'écart.»
Vient ensuite une lettre du Vignoble aux Raisins Parfumés, décrivant le lieu du mariage de Jérôme Squalor, pour son mariage avec Esmé, qui a demandé qu'il n'y ait pas de sucriers. Ils mentionnent qu'il avait récemment acheté un penthouse et lui offrent une photographie du terrain, inscrite "Jérôme et Esmé : mariés après une seule soirée ensemble".
(Chapitre 6). Un titre du journal The Daily Punctilio montre que le Prospero est parti trois heures plus tôt. Plusieurs photos sont incluses, avec peu d'informations : un homme sur le pont a tenté d'expliquer le départ anticipé, avec seulement « Phase Two » et « Drat ! » été entendu, et plusieurs passagers se sont retrouvés bloqués. Une photo des marins à bord du navire est également incluse, avec une légende répertoriant tous les noms des marins, qui sont tous les noms de famille des auteurs.
Vient ensuite une lettre de Jacques à Snicket : il dit à son frère que sa critique de la pièce de Funcoot « a tout changé », et ils feront en sorte qu'il soit renvoyé ; O est plus ignoble qu’ils ne le pensaient. Il joint plusieurs documents sur le matériel requis pour la formation au déguisement et dit à Snicket qu'il doit s'enfuir. Il explique comment se rendre chez le Clown Anxieux afin d'obtenir une lettre contenant des instructions pour quitter le pays, avant de l'avertir de ne pas écrire à D, de ne pas téléphoner à K, ni de communiquer du tout avec B, même si Jacques tentera d'avertir B que Le Le quotidien Punctilio publie des mensonges à son sujet. Il espère qu'ils pourront se réunir un jour. Dans un post-scriptum, il inclut une combinaison vers un coffre-fort, qui est le numéro identique à leur adresse dans Dark Avenue.
La première phase de la formation en déguisement concerne les déguisements du visage voilé, et la phase deux concerne les divers déguisements de parures. Plusieurs photos de déguisements sont également incluses.
Le kit de déguisement est censé contenir un déguisement d'amiral, un déguisement de barbecue, un déguisement de capitaine de bateau, un déguisement de mariée, un déguisement de torero, un déguisement de chef de la police, un déguisement de détective, un déguisement de portier, un déguisement de contremaître, un déguisement de professeur de gym. , un Déguisement de Juge, un Déguisement d'Assistant de Laboratoire, un Déguisement de Nudiste, un Déguisement d'Opérateur, un Déguisement d'Optométriste, un Déguisement de Réceptionniste, un Déguisement de Chauffeur de Taxi et un Déguisement de Serveur.
La lettre remise à Snicket au Clown Anxieux est incluse ; Vous trouverez ci-joint un plan du Prospero, avec deux billets, un ordinaire, et destiné à être montré au capitaine, ce qui sera le signal de partir tôt. Le capitaine dit également qu'il a apprécié les critiques théâtrales de Snicket. Les plans sont également dans le livre, ainsi que les deux billets ; le second contient le dernier couplet de The Little Snicket Lad sur le pourtour.
(Chapitre 7). Le Daily Punctilio rapporte un meurtre à la scierie Lucky Smells ; Jacques, enquêtant, arrive à la conclusion qu'Olaf et L'Homme Chauve au Long Nez en sont les responsables. Le reste de l'article est noirci. Vient ensuite un autre article du Daily Punctilio, affirmant que le décès était un accident. Le "Détective" - Smith ou Jones- affirme que le seul inconvénient de l'affaire était qu'il avait renversé du café sur sa veste.
Véritable menu du dîner français
Véritable menu du dîner français.
Géraldine Julienne écrit une lettre à Esmé Squalor, ravie d'en avoir reçu une auparavant. Elle informe Esme qu'elle ne sera plus critiquée et avoue parfois faire des choses pour sa chronique. Elle répond également à quelques questions qu'Esmé lui avait posées : le penthouse du 667 Dark Avenue a été vendu à Jérôme Squalor, il n'est pas marié et, à la demande d'Esmé, Géraldine a cherché où elle pourrait le trouver. Chaque matin, il prenait son petit-déjeuner au Veritable French Diner entre 7h30 et 8h30, si elle voulait le croiser « accidentellement ».
Un menu du Veritable French Diner comprend deux mentions d'un sucrier.
Jacques envoie une lettre à Jérôme le suppliant de ne pas épouser Esmé. Bien qu'il ne puisse pas expliquer bon nombre de ses raisons, y compris la raison pour laquelle il a supplié Jérôme d'acheter le penthouse, il explique qu'il est membre d'une organisation et qu'un méchant, O, a infiltré le Daily Punctilio. Il explique qu'un décès récent à Paltryville n'était pas un accident et que dans un village qu'il se cache actuellement, il a trouvé un verset :
Quelqu'un au journal a encore une fois changé l'histoire,
Ce n'était pas du café, mais de l'encre noire qui faisait la tache sur la veste.
Jérôme envoie ensuite une lettre à Jacques, et il est révélé qu'il n'a jamais reçu la note précédente, probablement parce qu'elle a été interceptée par le portier. Il dit qu'Esmé a hâte que Jacques vienne lui rendre visite et « obtienne ce qu'il mérite ». Il demande si Jacques pense que c'est une bonne idée d'adopter des enfants.
(Chapitre 8). Le directeur adjoint Nero envoie une lettre à M. et Mme Spats, les remerciant de lui avoir envoyé un article du Daily Punctilio sur les livres dont la lecture est dangereuse pour les enfants. Tous ces livres figuraient sur la liste de lecture de leur nouvelle professeure d'anglais, Mme K. Lorsqu'elle a été informée qu'elle allait être licenciée, Mme K a immédiatement kidnappé deux orphelins, les tenant par les chevilles alors qu'elle traversait la pelouse en courant. . Nero note que les visages des enfants étaient très sérieux, "comme s'ils se lançaient dans une mission importante". Il ajoute que depuis que M. Remora a pris sa retraite après s'être étouffé avec une banane, que l'entraîneur Gengis est parti et que Mme Bass prend toujours un jour de congé pour visiter la banque, les enfants n'ont rien de mieux à faire que de s'asseoir dehors et de regarder maussadement une caméra, cependant. cela laisse à Néron suffisamment de temps pour pratiquer le violon. L'un des enfants sur la photo pourrait être Carmelita Spats.
Il inclut une liste des livres que Mme K faisait lire à ses enfants :
1. Cleary, Beverly, Ramona Quimby, 8 ans
2. Dahl, Roald, Mathilde
3. Doyle, Vincent Francis, Ivan Lachrymose : Explorateur du lac
4. Grimm, les frères, les contes de Grimm
5. Hudson, W.H., Demeures vertes
6. Poe, Edgar Allan, La poésie codée d'Edgar Allan Poe
7. Pukalie, Lena, j'ai perdu quelque chose au cinéma
8. Salinger, J.D., Neuf histoires
9. Monsieur (?), L'histoire de Lucky Smells Lumbermill
10. Snicket, Lemony, une série d'événements malheureux
11. White, E.B., Charlotte's Web
12. Wilder, Laura Ingalls, Petite maison dans les grands bois

Vient ensuite une lettre à Al Funcoot, qui a envoyé à quelqu'un un article sur le danger de laisser les poteaux téléphoniques rester debout, quelque temps après The Vile Village. Le récepteur coupe tous les poteaux téléphoniques de la rue où il habite, en joignant quelques photos desdits poteaux.
Quelqu'un trouve une cassette audio coincée entre les pages 302 et 303 d'Ivan Lacrymose : Lake Explorer. Il contient un enregistrement d'une conversation entre Arthur Poe et sa sœur Eleanora, en train de déjeuner au Anxious Clown. Le serveur continue d'essayer de leur signaler "Je n'avais pas réalisé que c'était une triste occasion", bien qu'ils ne s'en rendent pas compte. Poe essaie d'interroger sa sœur sur sa couverture de l'affaire Baudelaire, mais elle l'arrête pour interroger le serveur sur la raison pour laquelle il tient un microphone près de leur table.
Poe envoie une lettre à sa sœur pour la remercier de lui avoir envoyé un article sur le danger des télégrammes. Il a demandé à tout le monde à la banque d'ignorer les télégrammes qui arrivent, puis il lui demande si elle a des nouvelles de vous-savez-qui. Il joint deux télégrammes qu'il a ignorés, le premier étant celui des Baudelaires de L'Hôpital Hostile, le second étant celui d'Eleanora elle-même car elle a été enfermée au sous-sol par Géraldine Julienne, sur instruction d'Esmé. Elle commence à s'inquiéter du fait que certaines des histoires qu'elle a publiées ne sont pas vraies et lui demande de lui envoyer de l'aide.
La dernière partie de cette section comprend une photo d'école. Le visage d'une fille est encerclé et noté La reverrai-je un jour ?
(Chapitre 9). Snicket envoie une lettre à la duchesse R, affirmant qu'il ne peut pas assister à son bal masqué. Cependant, il inclut un code Sebald, qui se lit comme suit :
« Assister à votre bal masqué est dangereux. mais je serai là. Citronné »
Vient ensuite une lettre adressée à « Génie » ; quelqu'un rassemble des informations sur la collection de reptiles du Dr Montgomery. Il a adopté les déguisements du visage voilé et s'est rendu dans une bibliothèque V.F.D, où il a trouvé un bibliothécaire qui, à son insu, a essayé de lui transmettre un message. Il a ensuite lu The Reptile Room, qui comprenait une liste des reptiles de Monty.
Il s'est ensuite déguisé en vache, y compris une carte de la zone sur laquelle il a enquêté, et a d'abord enquêté sur la cathédrale de la prétendue Vierge pour voir si elle ressemblait au crapaud. Il écouta une voix grave pour voir si c'était le crapaud dissonant, mais décida que ce n'était pas le cas lorsque la voix marmonnait à quel point il était gênant de noyer quelqu'un, car il était tout mouillé. Il a ensuite reniflé des fleurs sauvages, puis observé un serpent noir tentant de communiquer avec des grillons qu'il soupçonne d'être le Mamba du Mal. Il a repéré un lézard à rayures jaunes et a entendu un enfant prétendre voir un gros crapaud à deux ailes. Il s'est approché d'un couple propriétaire du Prospero pour leur demander si des reptiles étaient montés à bord du navire, mais alarmés par une vache qui parlait, ils n'ont pas répondu. Il note également qu'il se trouvait à ce moment-là à proximité d'une laiterie dont il ne s'est pas approché par peur d'être traite.
NOTE AU DOSSIER : Snicket décrit la bibliothèque de l'école préparatoire Prufrock et explique qu'une fois que l'on chante/siffle/fredonne la chanson codée, le bibliothécaire doit les saluer comme s'ils étaient un soldat et dire "Eh bien, jeune femme, avez-vous été bien pour ta mère ? » La bonne réponse est « La question est : a-t-elle été gentille avec moi ? » Cet échange signifie véritablement « J'ai un message pour vous » et « Je suis prêt à recevoir le message ».
Lors de sa visite à l'école, Snicket a reçu une note du bibliothécaire d'un couple disant qu'un des hommes de main d'O, déguisé en vache, leur avait posé des questions sur les reptiles de Monty. Ils n'ont rien mentionné concernant leur aide avec la Vipère Incroyablement Mortelle, mais craignaient qu'il puisse utiliser son déguisement pour causer des problèmes à la laiterie Valorous Farms.
(Chapitre 10). Snicket envoie une lettre aux fromagers, dans laquelle il explique qu'il déchire des pages de son livre vert banal pour les leur envoyer, dans l'espoir de garantir la sécurité des passages. Il note cependant que « des parties de ce chapitre ont été modifiées ou entièrement modifiées, y compris cette phrase ».
Les restes comprennent :
- Un segment de The Bad Beginning, avec une description des hommes de main d'Olaf soulignée.
- Un segment du chapitre six d'Ivan Lacrymose : Lake Explorer, qui explique que ce livre ennuyeux a été écrit spécifiquement pour cacher des documents cruciaux à l'intérieur.
- Un segment de Ramona Quimby, 8 ans, où elle rencontre la bibliothécaire V.F.D.
- Points forts de la photo de In Auction, avec le fanclub Esmé Squalor affichant le Mambu du Mal mort.
- Un extrait de J'ai perdu quelque chose au cinéma, qui comprend la phrase : « Zombies in the Snow est un film si étrange, avec des dialogues si maladroits, qu'on se demande s'il est censé être un divertissement, mais à la place certains une sorte de message codé.
- Le passage de The Reptile Room dans lequel Klaus lit des informations sur le Mamba du Mal.
- Un passage sur le Mamba du Mal écrit par Monty, tiré de The Mamba du Mal : A Snake That Will Never Kill Me, mentionnant que certains spécimens du serpent ont été entraînés à réciter des codes. Il note que le seul autre animal entraîné à faire cela est le grillon commun.

Une page des « Trois langues » des Contes de Grimm, racontant l'histoire du fils stupide d'un comte qui a appris la langue des chiens, des oiseaux et des grillons.
- Remarque : alors que l'extrait contenu dans ce segment dit que le garçon a appris le langage des grillons, le conte de fées original lui fait apprendre le langage des grenouilles. Cela pourrait vraisemblablement être un signal, similaire à la déclaration de fluctuation de vers, pour attirer l'attention sur les grillons, connus pour envoyer des codes V.F.D.
- Un segment de Little House in the Big Woods où Laura entend des hurlements de loups la nuit, se rapprochant de la maison, et un extrait de For Esmé, avec Love and Squalor, où il lit : « Il se trouve que c'est un mariage auquel je donnerais un beaucoup de choses à faire et lorsque les premières invitations sont arrivées, j'ai pensé qu'il serait peut-être possible pour moi de faire le voyage..." L'extrait de Little House in the Big Woods porte également la mention : "Trouvé emmêlé dans les branches de Nevermore Tree".
- Une comptine sur les cloches de The Bells d'Edgar Allen Poe, et un peu de The History of Lucky Smells Lumbermill décrivant comment Sir utilisait du "bois d'émeraude" spécial pour construire le siège de V.F.D et pour quelques maisons, y compris des manoirs construits par le Snicket, Quagmire et les familles Baudelaire.
- Un extrait du livre de Carmelita Spats, Moi : L'autobiographie entièrement autorisée de la fille la plus jolie, la plus intelligente et la plus chérie du monde entier, où elle va à la bibliothèque. La bibliothécaire du V.F.D essaie de lui faire passer un message, auquel elle répond : « Va-t'en, fluage ».
- Une partie du Web de Charlotte, décrivant comment les grillons chantaient la fin de l'été. (Remarque : Monty a mentionné que « Summer is » était un code envoyé par les grillons/Mamba du Mal pour communiquer que les ennemis étaient à proximité.
- Un passage de Green Mansions décrivant une chambre sombre et un deuxième passage de The Bells.
- Un passage de The Littlest Elf de Monty Kensicle, sur la façon dont le petit elfe aime le son des cloches.
- Une liste des associés potentiels d'Olaf, décidant qu'il y en a au moins 25 et éventuellement plus de 41. Cette liste comprend :   L'homme chauve au long nez  Femmes au visage blanc  Homme aux mains crochues  Acolyte de sexe indéterminé  "Un assortiment de personnes que les enfants ne pouvaient pas voir." (7 ?)  Ivan Lachrymose  Esmé Squalor Fan Club (14) (+qui a pris la photo ?)  "Les ennemis sont à proximité" (6 ?)  Vieux Comte  Un fils unique   Professeurs (3)   Léna Pukalie   "la vie d'un homme" (1?)

Vient ensuite une lettre de Babs à Hal, disant que les documents ci-joints doivent être classés sous Baudelaire même s'ils portent la marque Snicket ; le concours semble être « diverses tentatives pour composer une phrase d'ouverture pour un livre pour enfants plutôt triste ».
(Chapitre 11). feu?
Une photo des Laiteries des fermes valeureuses.
Brett Helquist envoie une lettre à Snicket, s'excusant d'être arrivé trop tard sur les lieux de l'incendie pour faire des croquis qui pourraient blanchir son nom. Alors qu'il a réussi à retrouver certains objets dans les décombres - une bouteille en verre, des morceaux de piano à queue, quelques morceaux de bois vert calcinés et les restes d'un service à thé - il a dû repartir rapidement à cause de la fumée. Il craint que le Daily Punctilio ne rapporte la tragédie de manière inexacte et mentionne à Snicket qu'il ne croyait pas à leurs mensonges à son sujet, "en relation avec l'affaire Quagmire ou toute autre". Il a hâte d'utiliser ses illustrations pour aider Snicket à apporter la vérité au public et accepte de le rencontrer à la laiterie. Il est également révélé dans la lettre que Snicket pense qu'il pourrait y avoir des survivants à un incendie. En raison du nom original du chapitre, il peut faire référence aux parents Baudelaire.
Un article révèle que Valorous Farm Dairy a brûlé lors d'un orage. Le détective Smith réfute les rumeurs selon lesquelles une vache suspecte aurait été vue dans les environs, décrit l'incendie comme un accident et fournit un croquis trouvé dans les décombres, vraisemblablement celui de l'incendie lui-même. Snicket fournit une photographie de la laiterie prise pendant l'orage par Meredith Heuer.
(Chapitre 12).
La section s'ouvre sur les « Questions rarement posées sur le V.F.D ».
- Comment puis-je faire du bénévolat pour votre organisation ? Même s'il est devenu difficile pour les membres de contacter des bénévoles potentiels depuis le schisme, il est possible qu'ils aient reçu des messages sans le savoir. Les recrues intéressées doivent tenir un livre courant et prendre des notes sur les événements qu'elles jugent suspects, malheureux ou très ennuyeux, et doivent conserver leur livre dans un endroit sûr, comme sous le lit ou dans une laiterie.
- Comment commence mon volontariat ? La recrue entendra un bruit à l'extérieur de sa maison, comme le hurlement d'un loup, le croassement d'un corbeau, le sifflement d'un serpent, le gazouillis d'un grillon, le moteur d'une automobile, les touches d'une machine à écrire, le bruit des frappes. d'un match, ou le tournant d'une page. La recrue doit demander à ses parents quel était le bruit, et s'ils répondent « rien », ils doivent répondre : « S'il n'y a rien dehors, quel était ce bruit ? Cela est considéré comme le signe que le recrutement peut commencer en toute sécurité. REMARQUE : Si la recrue n'a pas de parents, ils seront contactés de manière plus directe.
- Dois-je me faire tatouer ? Depuis le schisme, V.F.D a arrêté le tatouage, car "il n'est pas sage de se marquer de manière permanente d'un symbole lorsque la signification de ce symbole peut changer à tout moment".
- Dans combien de temps vais-je revoir mes parents ? Aucune information fournie.

-Snicket écrit alors une lettre à sa sœur, disant que leur situation est suffisamment désespérée pour que les gens lisent sur les Baudelaires. Il ne peut pas imaginer qui serait assez courageux pour les aider.
(Chapitre 13). - Qui est Lemony Snicket? / ???
Un arbre généalogique est fourni ensuite, bien que la clé soit coupée et indique uniquement :
A. on ne sait pas où se trouve
B. où se trouve sans intérêt
C. Chas. Snicket.
V. bénévole-
Suivent plusieurs photographies (légendes indiquées en italique), dont :
- Un homme marchant seul dans les bois.
- Un autobus scolaire avec une voiture à côté.
- Un grand pont. Grande (?) Bretagne
- Une foule.
- Un personnage dans un champ. Je suis arrivé trop tard, ils l'avaient déjà enlevé.
- Quelqu'un près de l'eau.
- Grands bâtiments dans une ville. Il s'est avéré qu'il y avait un étage au-dessus du penthouse.
- Un manoir, avec une voiture qui part.
- Quelqu'un assis sur quelques marches. ...n'a pas arrêté de pleurer pendant neuf jours.
- Un bâtiment envahi par la végétation. ... cela n'aurait pas pu être au même moment.
- Une voiture roulant devant un immeuble. Livraison très rapide.
- Une photographie floue de quelqu'un dans une rue.
- Quelques bâtiments sur une montagne. ... cela n'aurait pas pu être au même moment.
- Les restes d'un mur.
- Un bâtiment Après le schisme,
- Une personne floue devant un arbre
- Une rue où je pensais qu'une des voitures se comportait étrangement.
- Un homme debout dans un champ avec une mallette.
- Le même homme sur les photographies précédentes. S'il n'y a rien là-bas,
- La photo finale est trop brûlée pour être identifiée.